# Estación Maquehua
Maquehua es una estación de ferrocarril que se ubica en la comuna chilena de Constitución en la Región del Maule. Esta estación es de detención del ramal Talca-Constitución, de trocha métrica (1000 m). El servicio de pasajeros, actualmente tren Talca-Constitución, a principios de la década de 1990 corría con automotores Schindler. Posteriormente se han ocupado automotores Ferrostaal, hasta la fecha de hoy. Los busescarril Ferrostaal generalmente llevan una composición de un coche motor (ADIt) y un remolque (AIt).

## Historia
La estación fue inaugurada en 1898, formando parte de los últimos tramos abiertos del ramal hasta la construcción del puente que cruza el río Maule. El edificio que albergaba a la estación tenía un típico estilo arquitectónico colonial, similar al de la estación Colín, presentando un patio interior y un corredor exterior que forma parte del andén.
La estación se ubica a una altitud de 14 m. s. n. m. Durante las décadas de 1990 y 2000 la junta de vecinos de la localidad impulsó diferentes iniciativas para rehabilitar el edificio de la estación.
La estación, construida con ladrillos, resultó completamente destruida el 26 de enero de 2017 producto de los incendios forestales que azotaron a la zona.

## Servicios actuales
- Tren Talca-Constitución